# 주삼동
주삼동(珠三洞)은 대한민국 전라남도 여수시의 동이다.

## 개요
주삼동은 지리적으로 여수∼순천간 국도 제17호선이 남북으로 관통하고 북동쪽으로 여수국가산업단지와 인접한 농촌지역이면서 봉계지구에 신동아, 아주타운아파트단지가 위치해 있고 앞으로도 대광, 로얄아파트가 신축 중에 있어 인구가 계속 늘어 나며 새로운 주거지로 부상되고 있는 지역이다. 행정구역은 주삼동, 봉계동, 해산동의 3개 법정동으로 이루어져 있으며 기존 13개 자연마을과 봉계지구 아파트단지 등으로 구성된 도농복합형태의 지역이다.

## 법정동
- 주삼동(珠三洞)
- 봉계동(鳳溪洞)
- 해산동(蟹山洞)

### 교통
- 여수공항 (9km)
- 여천역 (1km)

## 교육
- 여천초등학교 (주동1길 30, 주삼동)
- 여도초등학교 (상암로 7, 봉계동)
- 여도중학교 (상암로 7, 봉계동)

## 기관
- 주삼동주민센터 (여수산단로 35, 주삼동)
- 여수세무서 (좌수영로 948-5, 봉계동)
- 여수상공회의소 (좌수영로 962-12, 봉계동)
- 석창치안센터 (좌수영로 992, 봉계동)
- 여수광양항만공사 여수지사 (봉계4길 10, 봉계동)
- 여수지방해양수산청 여천해양수산사무소 (봉계4길 10, 봉계동)
- 한국건설생활환경시험연구원 광주전남센터 (삼동2길 13, 주삼동)
- 한국산업단지공단 전남지역본부 (삼동3길 13, 주삼동)

## 금융
- 여수중부새마을금고 여도지점 (좌수영로 678, 봉계동)
- 한국수출입은행 여수지점 (좌수영로 962-12, 봉계동)
- 여천농협 석창지점 (봉계4길 2, 봉계동)

## 주거
- 신동아아파트 (좌수영로 682-26, 봉계동)
- 로얄골드빌아파트 (좌수영로 682-34, 봉계동)
- 아주타운아파트 (봉계대곡길 50, 봉계동)
- 대광오투빌아파트 (봉계대곡길 62, 봉계동)

## 도로명주소 목록
- 대평길
- 봉계1길
- 봉계2길
- 봉계3길
- 봉계4길
- 봉계5길
- 봉계6길
- 봉계대곡길
- 삼동1길
- 삼동2길
- 삼동3길
- 삼동로
- 상암로
- 여수산단1로
- 여수산단2로
- 여수산단로
- 오산길
- 좌수영로
- 주동1길
- 주동2길
- 주동로
- 주삼길
- 주삼덕양로
- 해산1길
- 해산2길
- 해산3길
- 해산4길
- 해지길